# Serra de l'Artic
La Serra de l'Artic és una serra situada al municipi de Bellver de Cerdanya, a la comarca de la Baixa Cerdanya, amb una elevació màxima de 1.620 metres.